# Pronombres relativos alemanes
Los pronombres relativos  son la base de la oración relativa alemana. El pronombre relativo hace referencia a un sustantivo con el que debe concordar en caso y género.

## Pronombres relativos declinables

### Der, das, die; die(que)
|           | Nom. | Acus. | Dat.  | Gen. |
| Masculino | der  | den   | dem   | des  |
| Neutro    | das  | das   | dem   | des  |
| Femenino  | die  | die   | der   | der  |
| Plural    | die  | die   | denen | der  |

En el caso del pronombre relativo en caso genitivo, si hay un adjetivo antes del sustantivo, ese adjetivo sigue la declinación fuerte:
- Der Baum, dessen neuer Ast schon Blüten trägt… (El árbol cuya nueva rama ya tiene flores…)

Para la declinación del adjetivo, véase declinación alemana de adjetivos

### Welcher, welches, welche; welche(que)
|           | Nom.    | Acus.   | Dat.    | Gen.    |
| Masculino | welcher | welchen | welchem | welches |
| Neutro    | welches | welches | welchem | welches |
| Femenino  | welche  | welche  | welcher | welcher |
| Plural    | welche  | welche  | welchen | welcher |

Welcher es menos usado que der. Se emplea sobre todo para evitar una repetición:
- Das U-Boot, das das Flaggschiff versenkte… → Das U-Boot, welches das Flaggschiff versenkte… (El submarino que hundió el buque insignia…)

### Pronombres relativos declinables con preposición
Cuando el verbo en la oración relativa requiere una preposición, ésta se coloca antes de pronombre relativo, y este último toma el caso gramatical que exige esa preposición:
- Ein kleines Haus, in dem (dativo) ein alter lediger Mann wohnte.
- Das sind die Freunde, mit denen (dativo) wir in Urlaub fahren.
- Kennst du Peter, ohne den (acusativo) ich nirgendwohin gehe?
- Beim Unfall, infolge dessen (genitivo) der Verkehr zusammengebrochen ist, gab es keine Verletzten. (En el accidente después del cual/del que el tránsito se colapsó, no hubo heridos.)

El sustantivo con el que se relaciona el pronombre relativo decide el género y el número: 
- Ein kleines Haus, in dem ein alter lediger Mann wohnte.

En la anterior frase ein kleines Haus es neutro singular e in es una preposición locativa que responde a la pregunta wo?. Por ello el pronombre relativo dem está en caso dativo singular.

## Pronombres relativos indeclinables
El adverbio interrogativo wo[r] + preposición y el pronombre interrogativo was (neutro) también son pronombres y adverbios relativos. 

### Pronombres relativos indeclinables con preposición
Son los del tipo wo[r] + preposición.

#### Pronombres y adverbios relativos indeclinables que se relacionan a una oración completa
Se relacionan no con el sustantivo, sino con toda la frase.
- Der Skilehrer fuhr den Berg hinunter, wobei er versuchte, seine Fahrt zu beschleunigen.
- Er hat mich angebrüllt, was unverzeihlich ist.
- Ich habe mein Geld verloren, worüber ich mich natürlich geärgert habe.

#### Pronombres relativos indeclinables que se relacionan a un sustantivo o a un pronombre

##### Nombre o pronombre inanimado
El antecedente es un sustantivo o un pronombre, que designa a un ser inanimado. 
- Die Präsidentschaft ist etwas, wonach Herr Serpa seit langem strebt. (La presidencia es algo a lo que el Señor Serpa aspira desde hace rato.)

- Das ist der Dolch, womit sie ermordet wurde. (Ese es el puñal con el que ella fue asesinada.)

Sin embargo, la construcción en dos palabras, con una preposición y el pronombre, por ejemplo: mit dem, es más usual que la amalgama en una palabra: womit:
- Die Waffe, womit er geschossen hat.
- Die Waffe, mit der er geschossen hat.

##### Nombre o pronombre animado
Para los animados, debe usarse siempre preposición + pronombre. 
- Ejemplo: mit dem en vez de womit.

##### Indicación de lugar con oración relativa
Los adverbios interrogativos wo, wohin y woher también son adverbios relativos. De esta manera sustituyen la preposición in + pronombre relativo:
- Dort drüben ist die Garage, wo unser Auto steht.

- Kennst du die Stadt, wohin wir in Urlaub fahren?
- Die Maus rannte in die Küche, wohin die Katze ihr nachlief. (El ratón salió corriendo a la cocina, adonde el gato lo persiguió.)

- Die Bude, woher diese Ware stammt, existiert nicht mehr. (La boutique de donde proviene esta mercancía ya no existe.)

### Pronombres relativos indeclinables que se refieren a algo indefinido
Was, en vez de con un pronombre relativo, se relaciona con un pronombre indefinido como alles, nichts, viel, wenig, etc. o al pronombre demostrativo das. 
- Ich glaube alles, was er sagt.
- Ich versuche, mir Klarheit zu verschaffen über das, was in meiner Kindheit für mein Leben Wichtiges geschehen ist.